# Wilhelm Scherer
Wilhelm Scherer (26. dubna 1841 Schönborn – 6. srpna 1886 Berlín) byl rakouský silně pozitivisticky zaměřený germanista.

## Dílo
- Jacob Grimm, 1865
- Zur Geschichte der deutschen Sprache, 1868
- Geistliche Poeten der deutschen Kaiserzeit. Studien, 1874
- Geschichte der deutschen Dichtung im elften und zwölften Jahrhundert, 1875
- Anfänge des deutschen Prosaromans und Jörg Wickram von Colmar, 1875
- Aus Goethes Frühzeit, 1879
- Geschichte der deutschen Litteratur, 1883
- Emanuel Geibel, 1884
- Rede auf Jakob Grimm, 1885
- Aufsätze über Goethe, 1886
- Poetik, 1888